# Juan Francisco de la Cerda
Pour les articles homonymes, voir De la Cerda.
Juan Francisco de la Cerda Enríquez de Ribera, 8e duc de Medinaceli, 7e marquis de Cogolludo, 4e marquis d'Alcalá de la Alameda, 6e duc d'Alcalá de los Gazules, 9e comte de Los Molares, 9e marquis de Tarifa, 8e comte d'El Puerto de Santa María, né à Medinaceli le 4 novembre 1637 et mort à Madrid le 20 février 1691, est un aristocrate et homme politique espagnol du XVIIe siècle. Il est le valido du roi Charles II d'Espagne.

## Biographie
Don Juan Francisco est le fils d'Antonio de la Cerda, 7e duc de Medinaceli et d'Ana María Luisa Enríquez de Ribera Portocarrero y Cárdenas, 5e duchesse d'Alcalá de los Gazules. Par son mariage le 2 mai 1653 avec Catalina de Aragón, Don Juan Francisco ajoute les titres de duc de Segorbe, de Cardona et de Lerma à ceux de la Maison de Medinaceli.
Le roi Charles II d'Espagne ne disposait pas des facultés mentales pour régner sur le pays. En 1677, son demi-frère illégitime, Juan José d'Autriche, fait chasser la reine-mère Marie-Anne de la Cour, et se fait nommer premier ministre. De grands espoirs naissent au moment de sa prise de pouvoir, mais son gouvernement sera court et décevant, don Juan décède le 17 septembre 1679.
Comme ses prédécesseurs, Don Juan Francisco est un serviteur loyal de la Couronne d'Espagne, et à la mort de Juan José d'Autriche, il devient le favori du roi Charles II. Il réforme l'économie du pays de manière draconienne par la création de la Junta de Comercio y Moneda, mais les dévaluations monétaires qu'il décide conduisent à un effondrement des prix et à une forte spéculation sur les grains, ce qui conduira à plusieurs banqueroutes.
Dans plusieurs régions d'Espagne, des émeutes de la faim éclatent, conduisant à l'humiliante trêve de Ratisbonne avec la France, et à la démission de Don Juan Francisco. Il se retire de la politique et décède en 1691. Tous ses titres passent à son fils, Luis Francisco de la Cerda (en), suivi du neveu maternel de ce dernier, Nicolás Fernández de Córdoba (en : cf. l'article Gomez Suarez ; Nicolas était le fils de Feliche Maria de La Cerda ci-contre, et de Luis II Mauricio Fernández de Córdoba y Figueroa, lui-même issu des Suárez de Figueroa, seigneurs de Zafra, comtes puis ducs de Feria, dans les mâles — cf. es ; Aldeanueva de Figueroa ; Bruzen de La Martinière : Grand Dictionnaire géographique, historique et critique, t. II, p. 882, chez les Libraires associés, à Paris, 1768 : Feria — et des Fernández de Córdoba en diverses lignées féminines, dont il portait le nom). 

## Sources
- (en) Cet article est partiellement ou en totalité issu de l’article de Wikipédia en anglais intitulé « Juan Francisco de la Cerda, 8th Duke of Medinaceli » (voir la liste des auteurs).